# Liechtensteinstraße
Die Liechtensteinstraße ist eine lokale Hauptstraße im 9. Wiener Gemeindebezirk Alsergrund.

## Geschichte

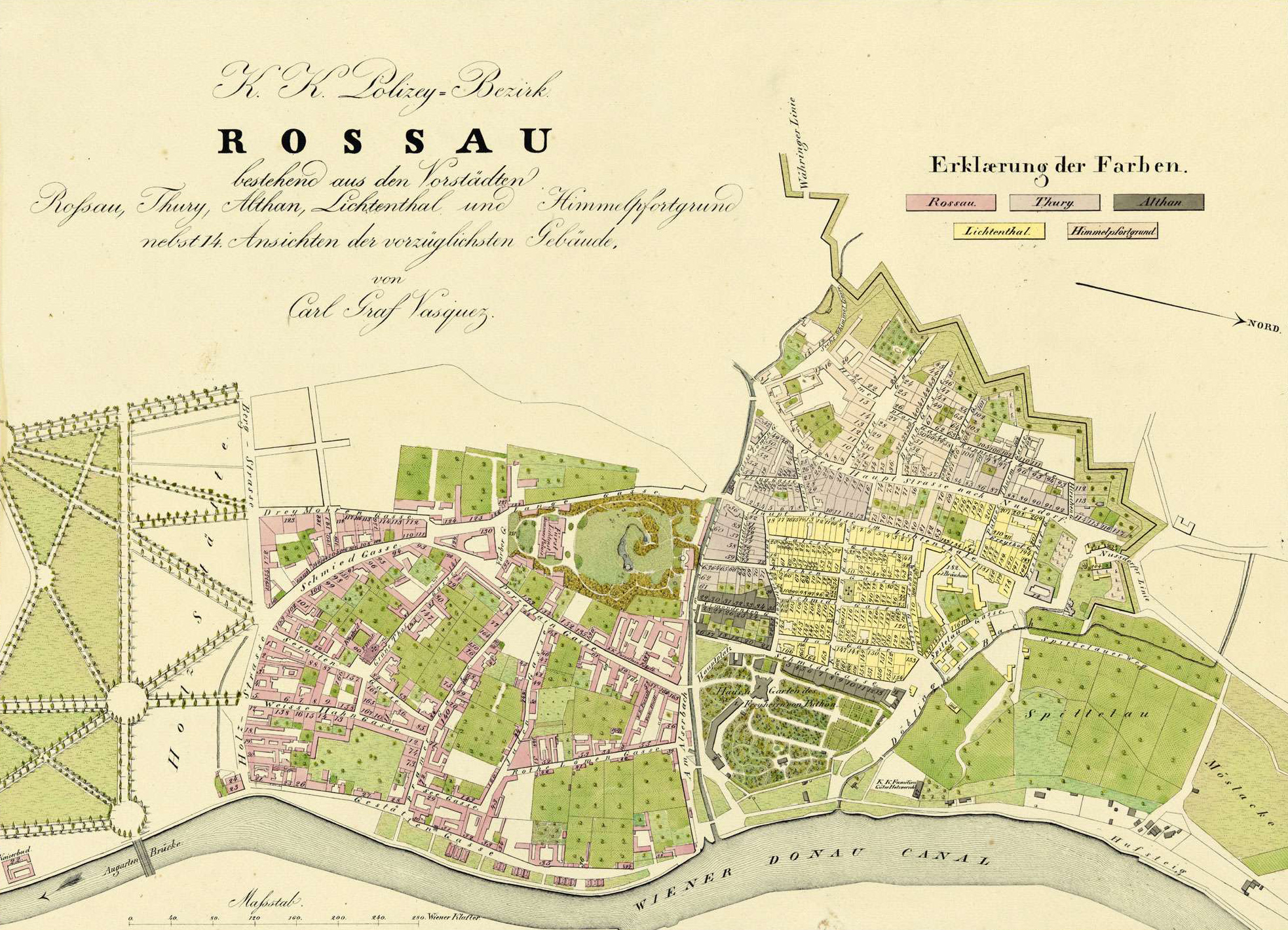
Der Straßenzug 1830: Drey Mohren Gasse–Lange Gasse–Hauptstrasse im Lichtenthale

Im Bereich der heutigen Liechtensteinstraße verlief schon im Mittelalter ein Straßenzug nach Klosterneuburg. Durch ein schweres Hochwasser der Donau im Jahr 1193 wurde dieser Weg weggerissen; damals entstand auch der Steilabfall nördlich der Währinger Straße, die ab dieser Zeit die Funktion dieser Verkehrsverbindung übernahm.
Die Liechtensteinstraße verlief zwischen den Vorstädten Alservorstadt sowie Roßau und verband Thurygrund, Himmelpfortgrund und Lichtental, wo sie an der Nußdorfer Linie endete. Vom Glacis bis zum heutigen Bauernfeldplatz lautete der Name seit 1771 Drey Mohren Gasse, vom Bauernfeldplatz bis zur Alserbachstraße Lange Gasse (seit 1796), bis zur Viriotgasse Untere oder Lichtenthaler Hauptstraße (seit 1700) und im letzten Abschnitt bis zum Linienwall An der Nußdorfer Linie. Nach der Eingemeindung der Vorstädte nach Wien erhielt der ganze Straßenzug den Namen Liechtensteinstraße (nach Fürst Hans Adam I. von und zu Liechtenstein, der an dieser Straße das Gartenpalais Liechtenstein hatte erbauen lassen und ab 1699 die Vorstadt Lichtental gegründet hatte).
Im Juni 1903 wurde ab der Kolingasse eine Straßenbahnstrecke durch die Liechtensteinstraße eröffnet. Der Abschnitt zwischen Alserbachstraße und Newaldgasse wurde schon im Juli 1922 wieder aufgelassen. Der Straßenbahnverkehr im Abschnitt zwischen Kolingasse und Alserbachstraße wurde im November 1960 durch eine Autobuslinie ersetzt, die Strecke im September 1961 aufgelassen. Die noch verbliebene restliche Strecke zwischen Newaldgasse und Liechtenwerder Platz wurde im August 1983 in die parallel verlaufende Augasse verlegt.

## Beschreibung

### Verlauf
Die Liechtensteinstraße beginnt an der Grenze zwischen den Bezirken Innere Stadt und Alsergrund an der Maria-Theresien-Straße in Verlängerung der Hohenstaufengasse und verläuft in zunächst nordnordwestlicher, ab der Alserbachstraße in annähernd nördlicher Richtung bis zum Liechtenwerder Platz, wo sie sich in der Heiligenstädter Straße fortsetzt. Sie wird im Westen vom markanten Abhang der Wiener Stadtterrasse begleitet, der teils durch deutlich abschüssige Quergassen (z. B. Kolingasse, Hörlgasse, Türkenstraße, Berggasse, Rufgasse, Viriotgasse, Latschkagasse), teils durch mehrere Stiegenanlagen (Thurnstiege, Strudlhofstiege, Bindergasse, Vereinsstiege, Himmelpfortstiege) überwunden wird.
Ab der Maria-Theresien-Straße bis zum Bauernfeldplatz ist die Liechtensteinstraße auf beiden Seiten von Geschäften der verschiedensten Branchen gesäumt. Danach fehlen Geschäfte bis zur Alserbachstraße weitgehend. Von der Alserbachstraße bis zur Althanstraße finden sich abermals fast durchgehend vor allem kleine Geschäftslokale, wobei gastronomische Betriebe einen größeren Anteil haben.

### Bebauung
Im Verlauf des Straßenzugs können mehrere Abschnitte unterschieden werden. Der innerste Abschnitt bis zur Berggasse, im Bereich des ehemaligen Glacis gelegen, ist durch repräsentative fünf- bis sechsgeschoßige Zinshäuser der 1870er Jahre charakterisiert. Im Bereich bis zum Bauernfeldplatz ist Bebauung aus unterschiedlichen Perioden zu finden, von Vorstadthäusern aus der Zeit des Josephinismus und des Biedermeier bis zu Bauten aus den verschiedenen Phasen des Historismus. Daran schließt sich bis zur Alserbachstraße jener Bereich an, der durch den Garten des Palais Palais Clam-Gallas an der Westseite und den Park des Palais Liechtenstein, der sich an der Ostseite der Straße von der Fürstengasse bis zur Alserbachstraße erstreckt, geprägt ist. Entlang der Westseite der Straße liegen bürgerliche, teils auch palaisartige Zinshäuser aus der Zeit vom Ende des 19. bis Anfang des 20. Jahrhunderts. Im Abschnitt zwischen Alserbachstraße und Liechtenwerderplatz schließlich dominieren – der zunehmenden Entfernung von der Innenstadt entsprechend – einfachere vorstädtische Zinshäuser mit fünf bis sechs Geschoßen.

### Verkehr
Die Liechtensteinstraße stellt eine lokale Verbindung von der Ringstraße im Bereich der Börse zur Alserbachstraße, wo Abzweigungen Richtung Währing und Brigittenau bestehen, und weiter zum Liechtenwerder Platz und der Heiligenstädter Straße Richtung Klosterneuburg dar. Sie ist als Hauptstraße A klassifiziert. 
Für den Verkehr mit Kraftfahrzeugen steht in der Regel nur je ein Fahrstreifen pro Fahrtrichtung zur Verfügung. Zwischen Thurngasse und Liechtenwerder Platz sind Mehrzweckstreifen (Radfahrstreifen, die unter bestimmten Voraussetzungen und unter besonderer Rücksichtnahme auf die Radfahrer von anderen Fahrzeugen befahren werden dürfen), angelegt.
An öffentlichen Verkehrsmitteln befährt die Autobuslinie 40A den Abschnitt von der Maria-Theresien-Straße bis zur Alserbachstraße. An der rund 150 m entfernten Haltestelle Nussdorfer Straße/Alserbachstraße sind die Straßenbahnlinien 5 und 33 (Alserbachstraße) sowie 37 und 38 (Nussdorfer Straße) erreichbar. Zugang zur Straßenbahnlinie D besteht am Liechtenwerder Platz, an der Haltestelle Augasse, die ebenfalls weniger als 100 m von der Liechtensteinstraße entfernt ist, sowie am Bauernfeldplatz. 
Ein Abgang zur U-Bahn-Station Schottentor der Linie U2 ist nur einen Häuserblock vom Anfang der Liechtensteinstraße entfernt.

## Bemerkenswerte Adressen
(Denkmalgeschützte Objekte sind durch Fettdruck hervorgehoben.)
- Nr. 13: Wohnhaus von Friedrich Hebbel (Gedenktafel)[2]
- Nr. 19: (Identanschrift: Berggasse 11) Strenghistoristisches Wohnhaus
- Nr. 21: Im Hof des Hauses befindet sich eine denkmalgeschützte barocke Figur der Maria Immaculata.
- Nr. 28: Josephinisches Bürgerhaus Zur heiligen Dreifaltigkeit (1781)
- Nr. 37: Studio Molière, ehemals Flieger-Kino
- Nr. 37A: Lycée Français de Vienne
- Fürstengasse 1: Gartenpalais Liechtenstein
- Strudlhofgasse: Strudlhofstiege
- Nr. 51: Palais Szeps, heute schwedische Botschaft
- Nr. 57: Historistisches Miethaus aus dem Jahr 1875
- gegenüber Nr. 69: Schubertbrunnen
- Nr. 74: Standort des Hauses Zum blauen Einhorn, das in Heimito von Doderers Roman Die Strudlhofstiege mehrere Male erwähnt wird
- vor Nr. 110: Prälatenkreuz, zur Erinnerung an die Errettung bei Explosion des Pulverturms am 26. Juni 1779
- Nr. 132: Theater Experiment am Liechtenwerd
- Nr. 134 und Nr. 159, erbaut 1906 von Andreas Gisshammer, zwei repräsentative Jugendstilhäuser am Ende der Straße zum Lichtenwerder Platz hin, die so eine gewisse Torsituation am Rand der Vorstadt ergeben

## Bildergalerie

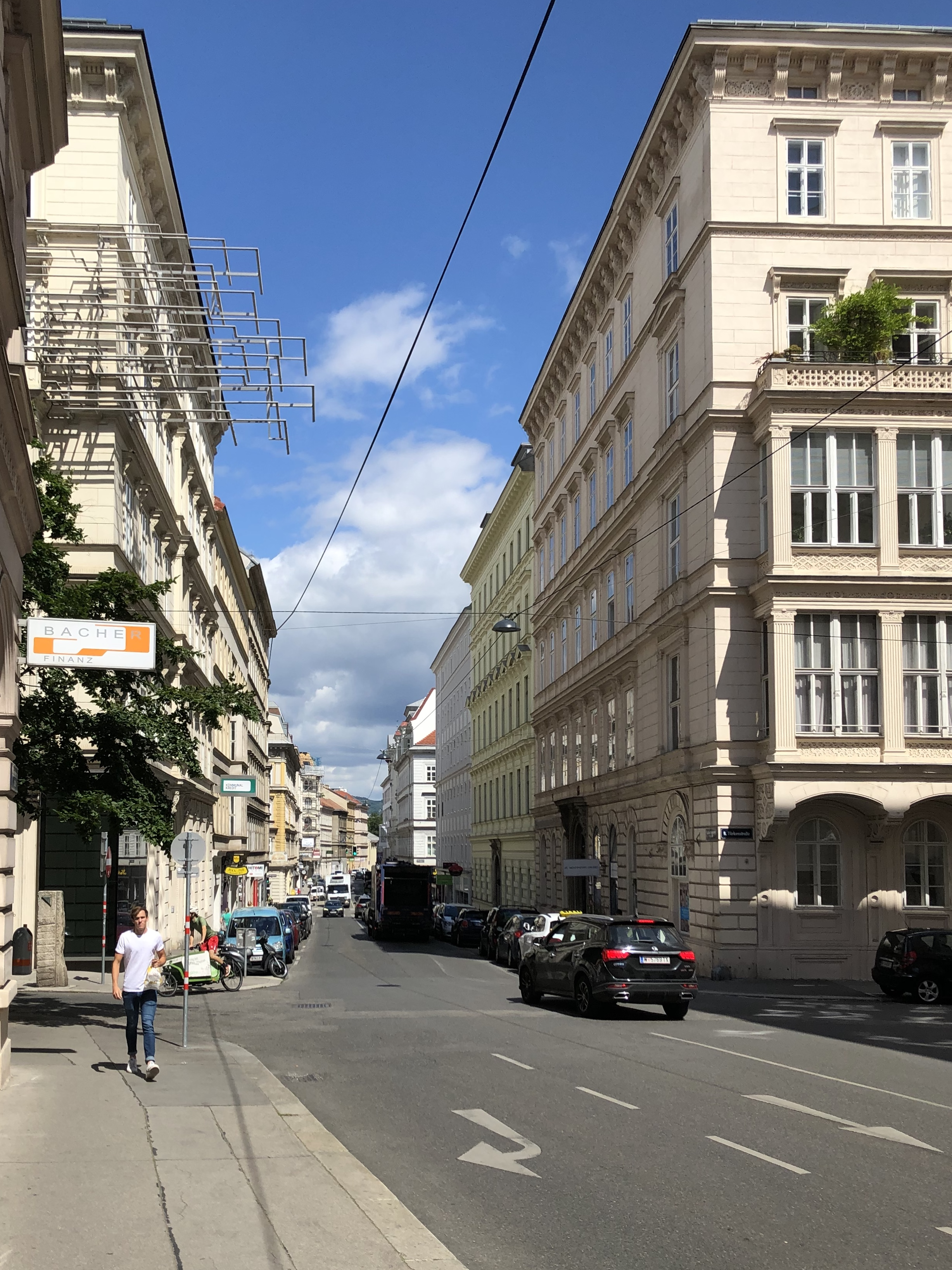
Bei der Türkenstraße, Blickrichtung stadtauswärts
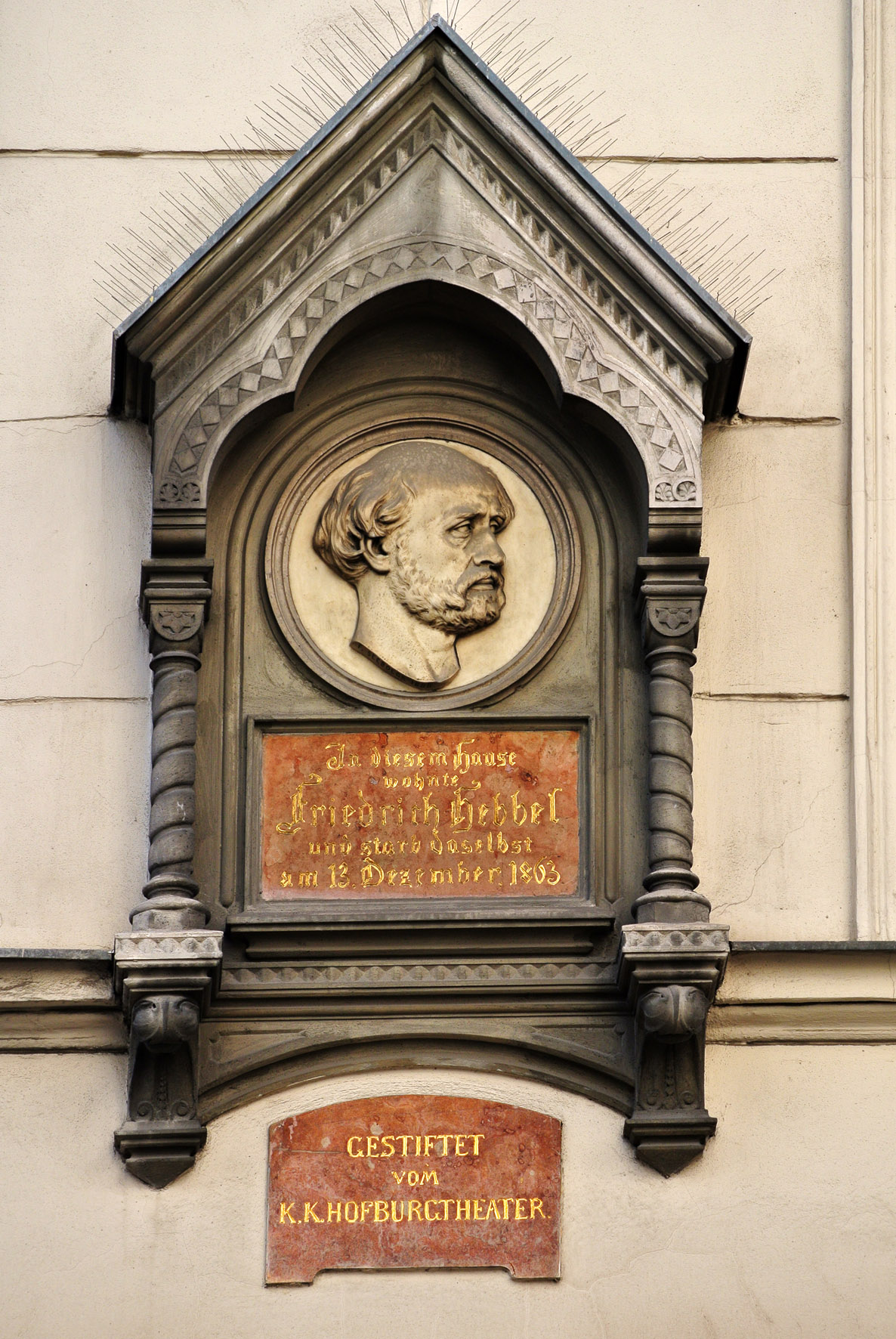
Nr. 13: Gedenktafel für Friedrich Hebbel
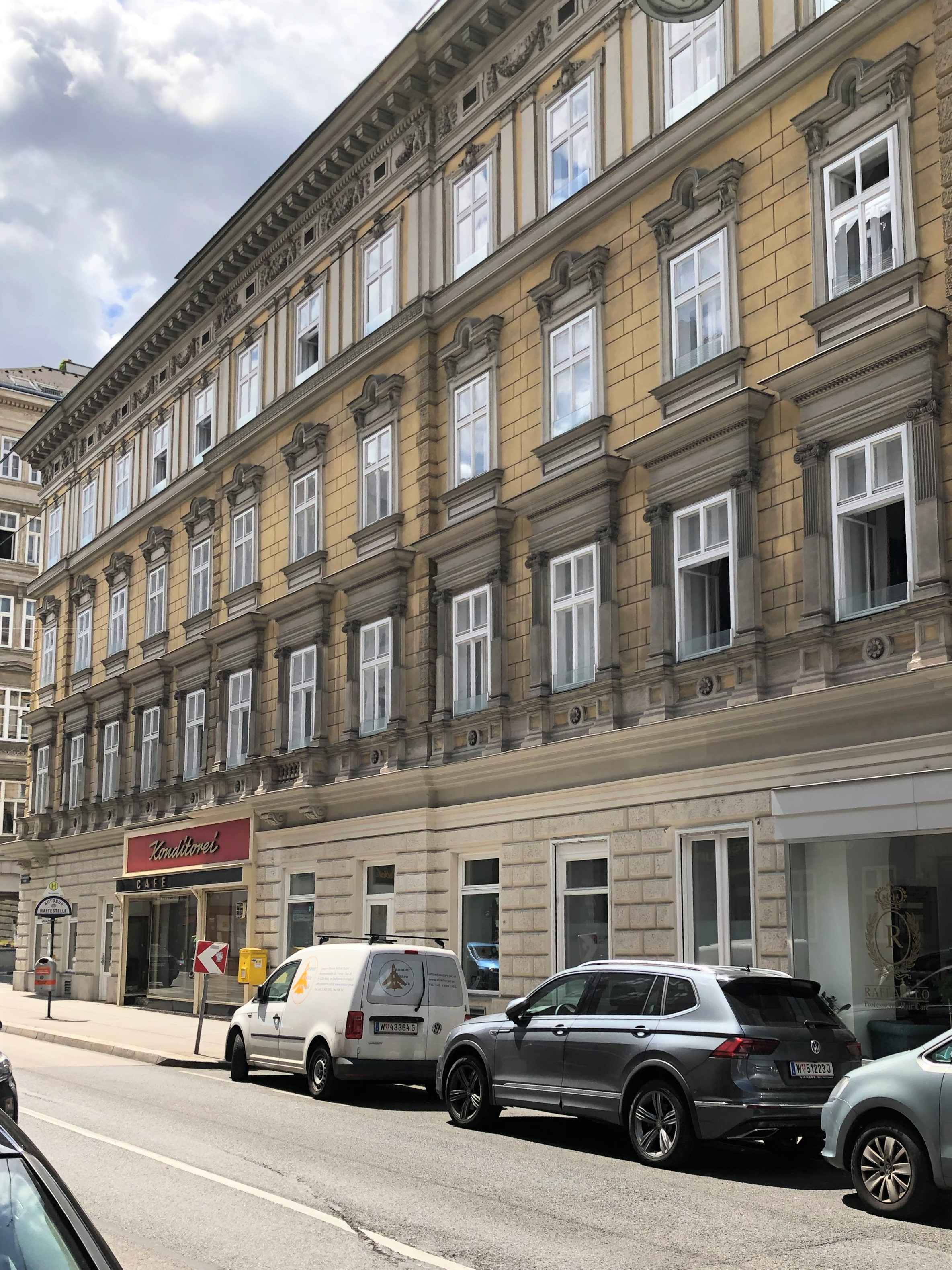
Nr. 19 (identisch: Berggasse 11)
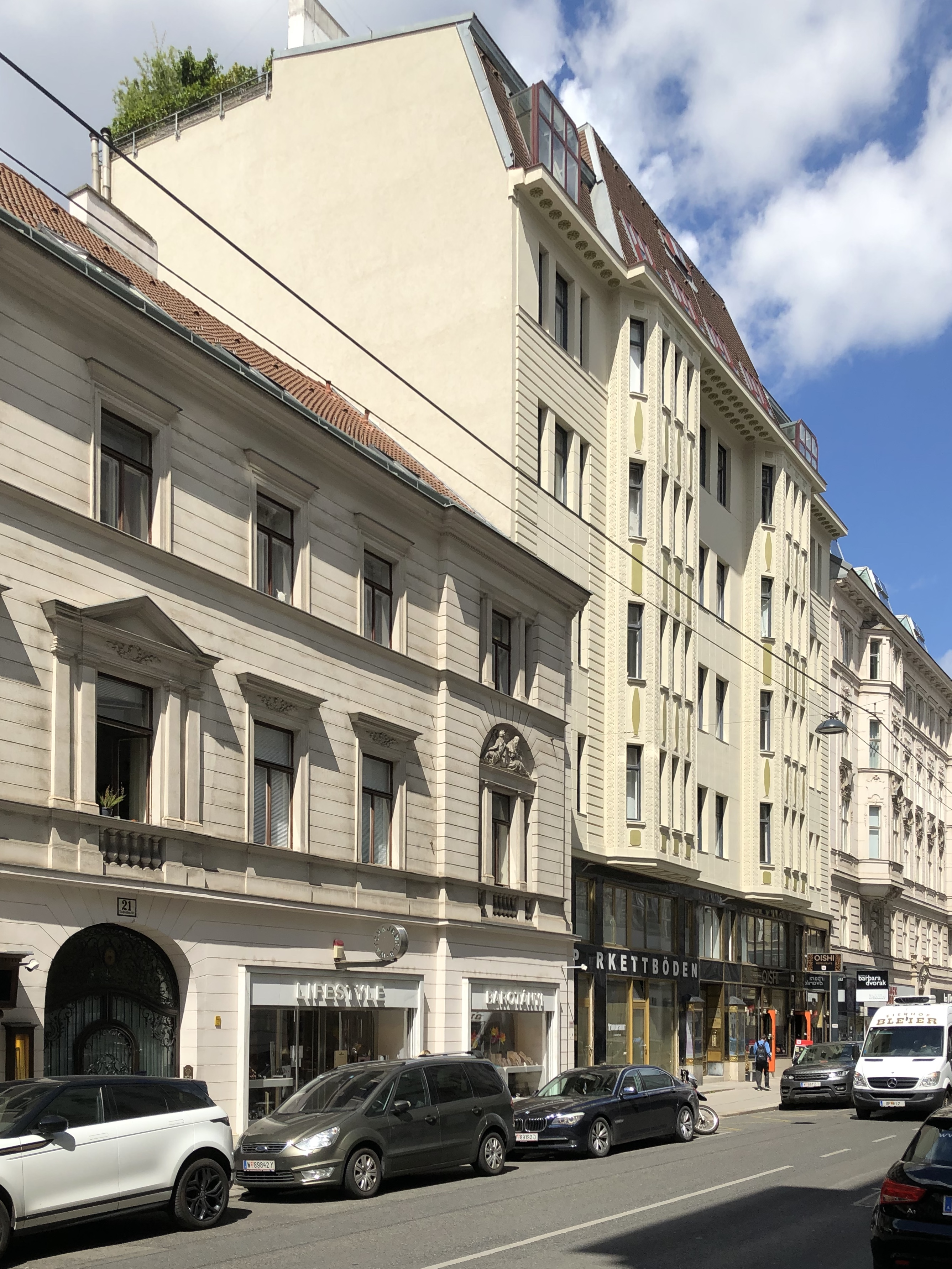
Nr. 21 und 23
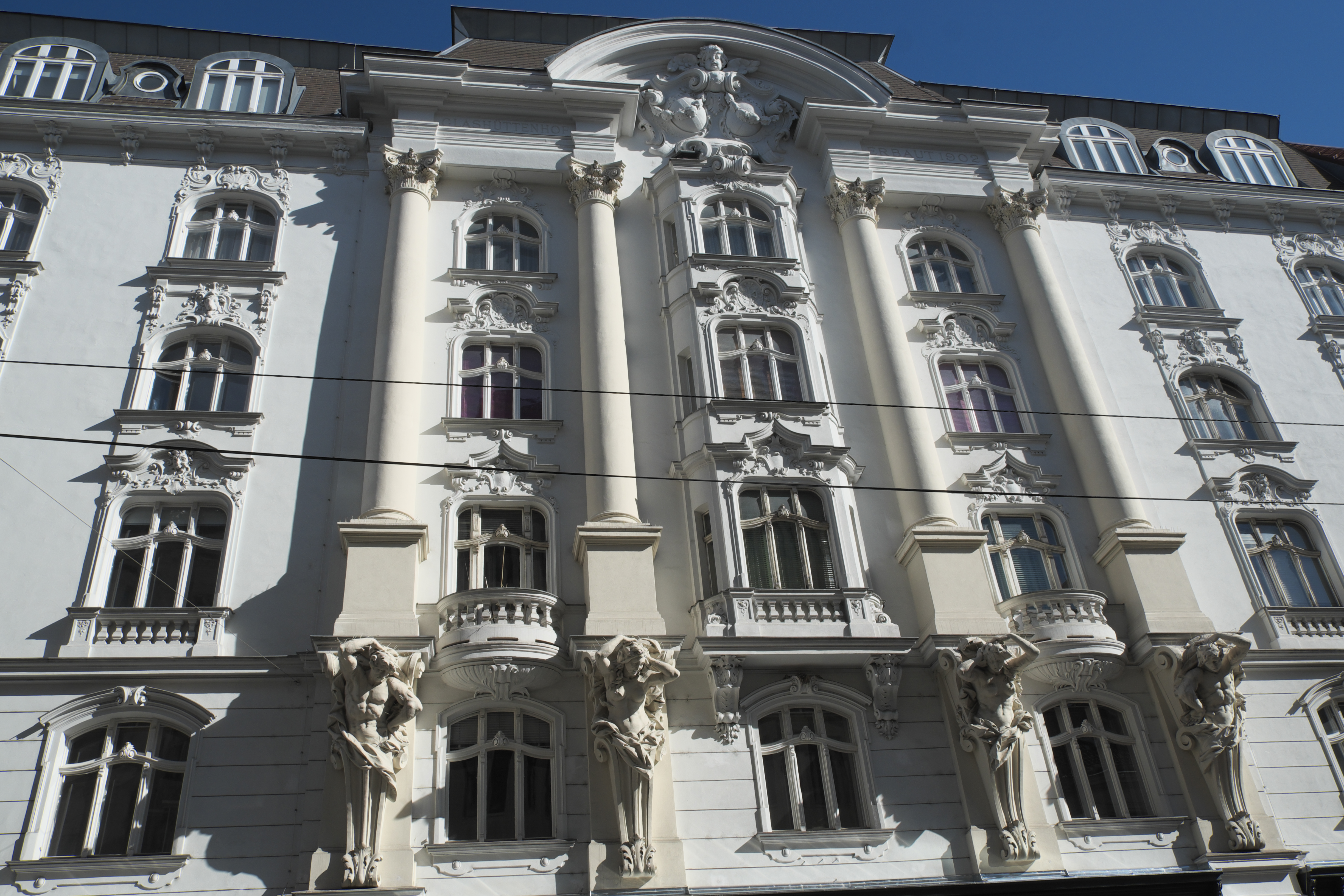
Nr. 22: Glashüttenhof (1902)
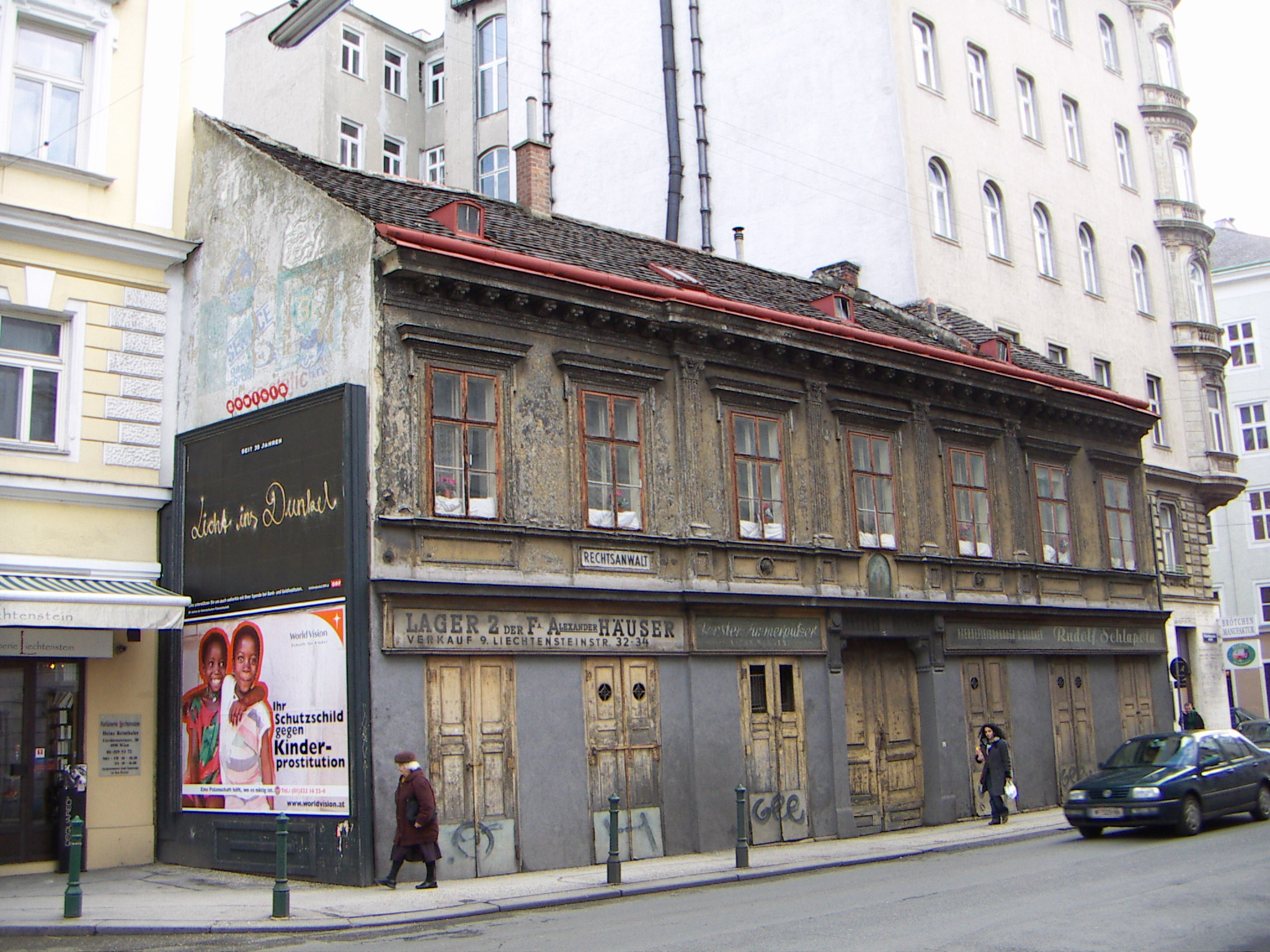
Nr. 28: Zur heiligen Dreifaltigkeit
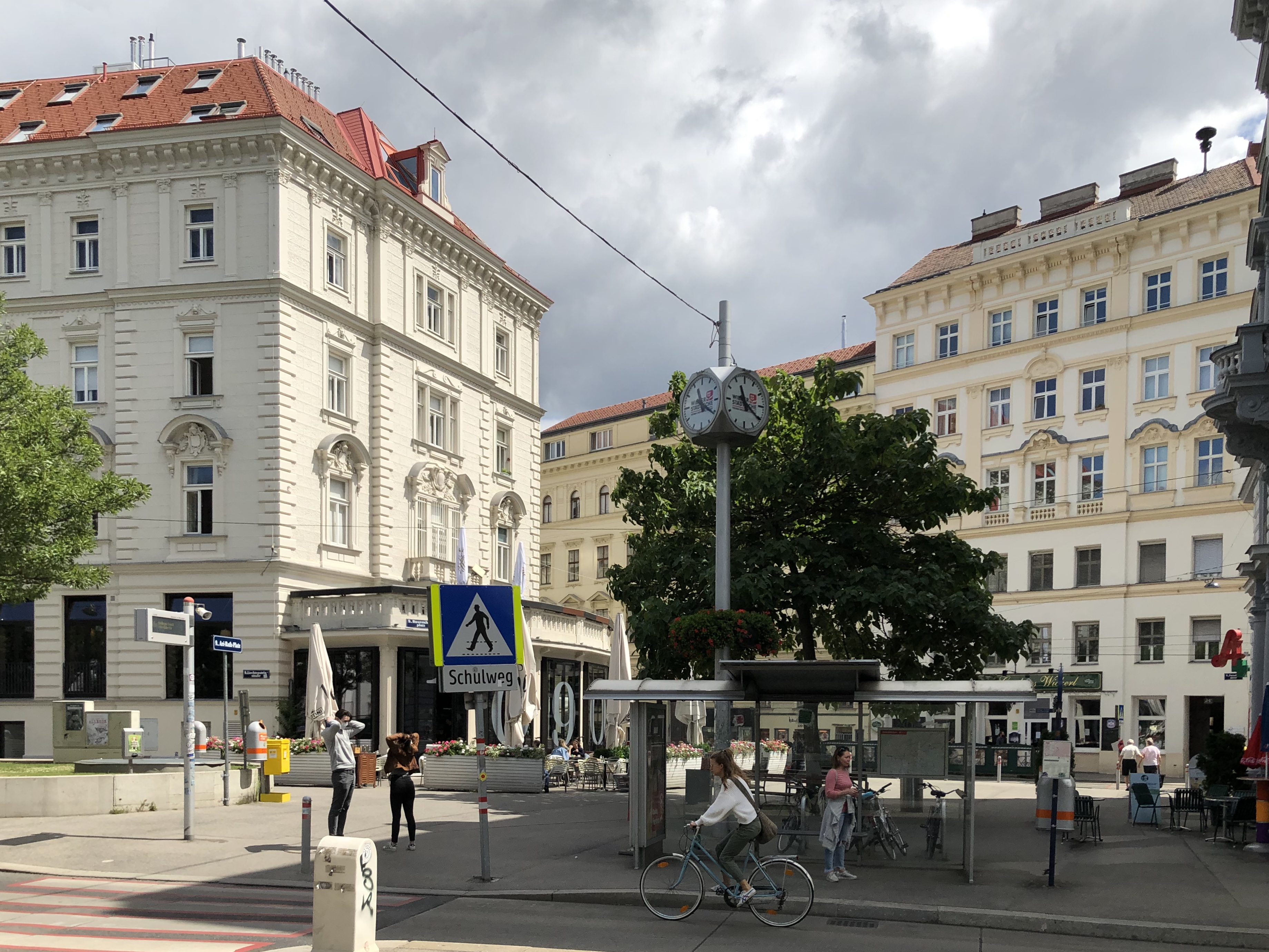
Bauernfeldplatz und Südende des Ari-Rath-Platzes
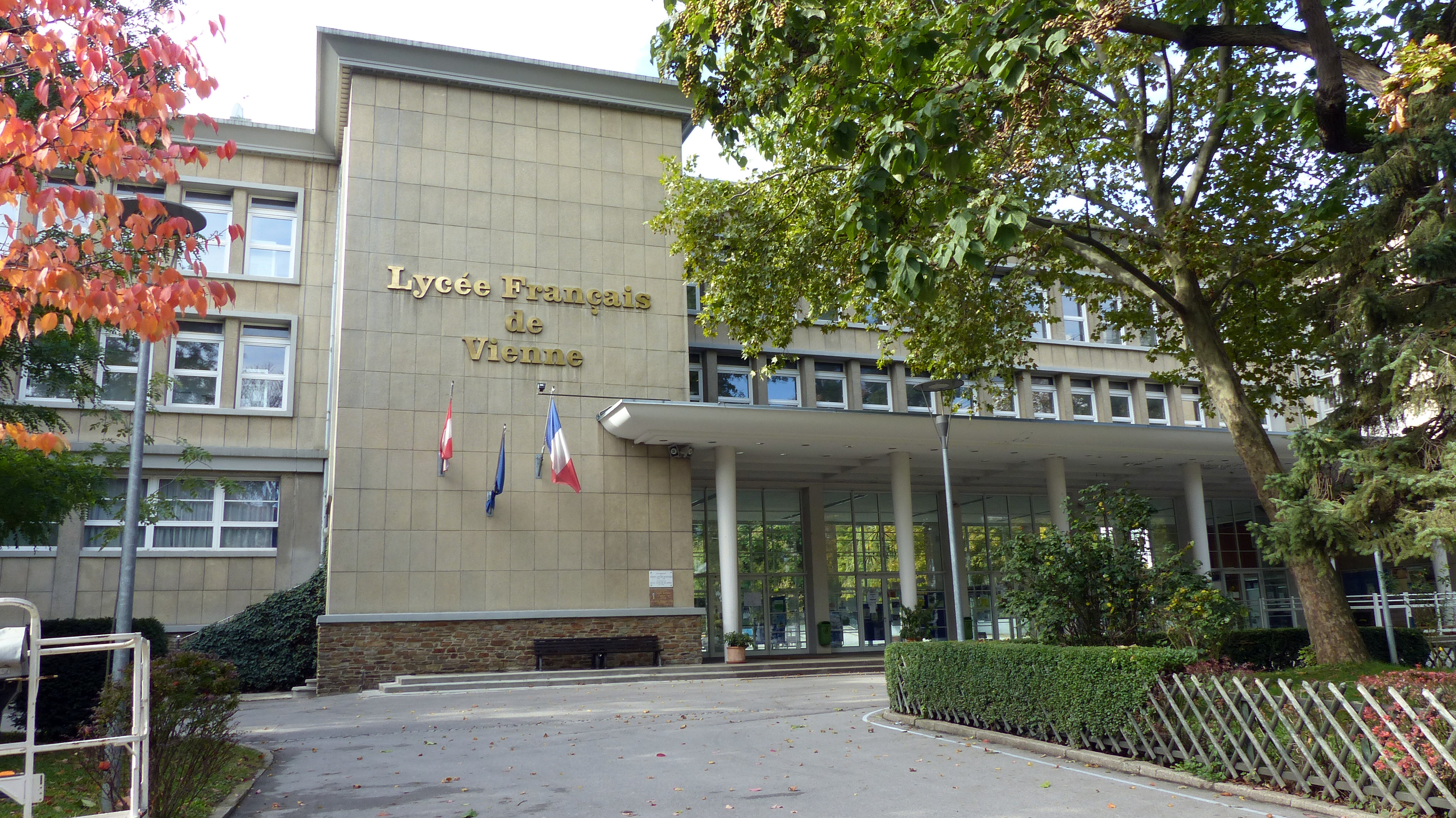
Nr. 37A: Lycée Français
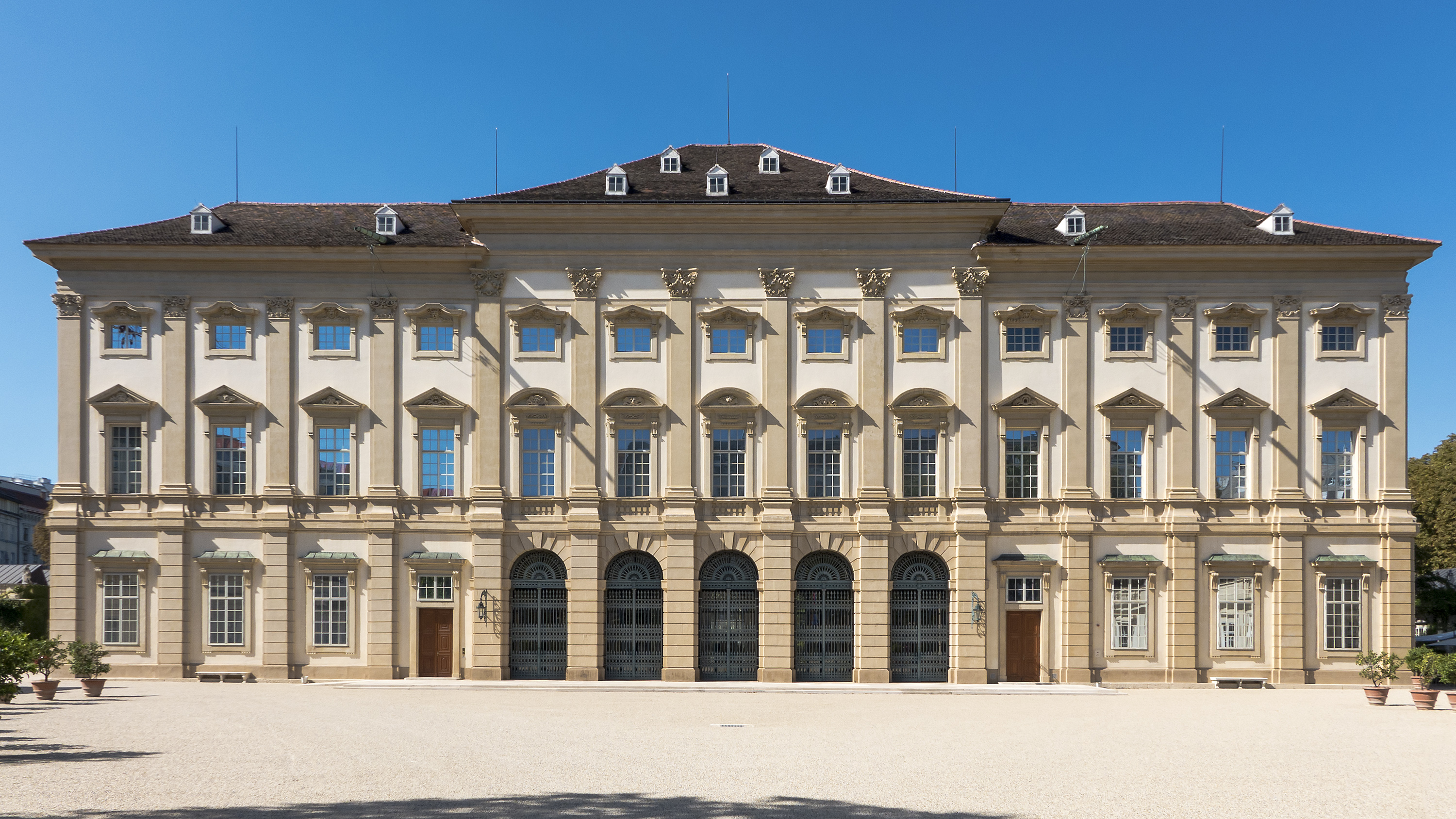
Gartenpalais Liechtenstein
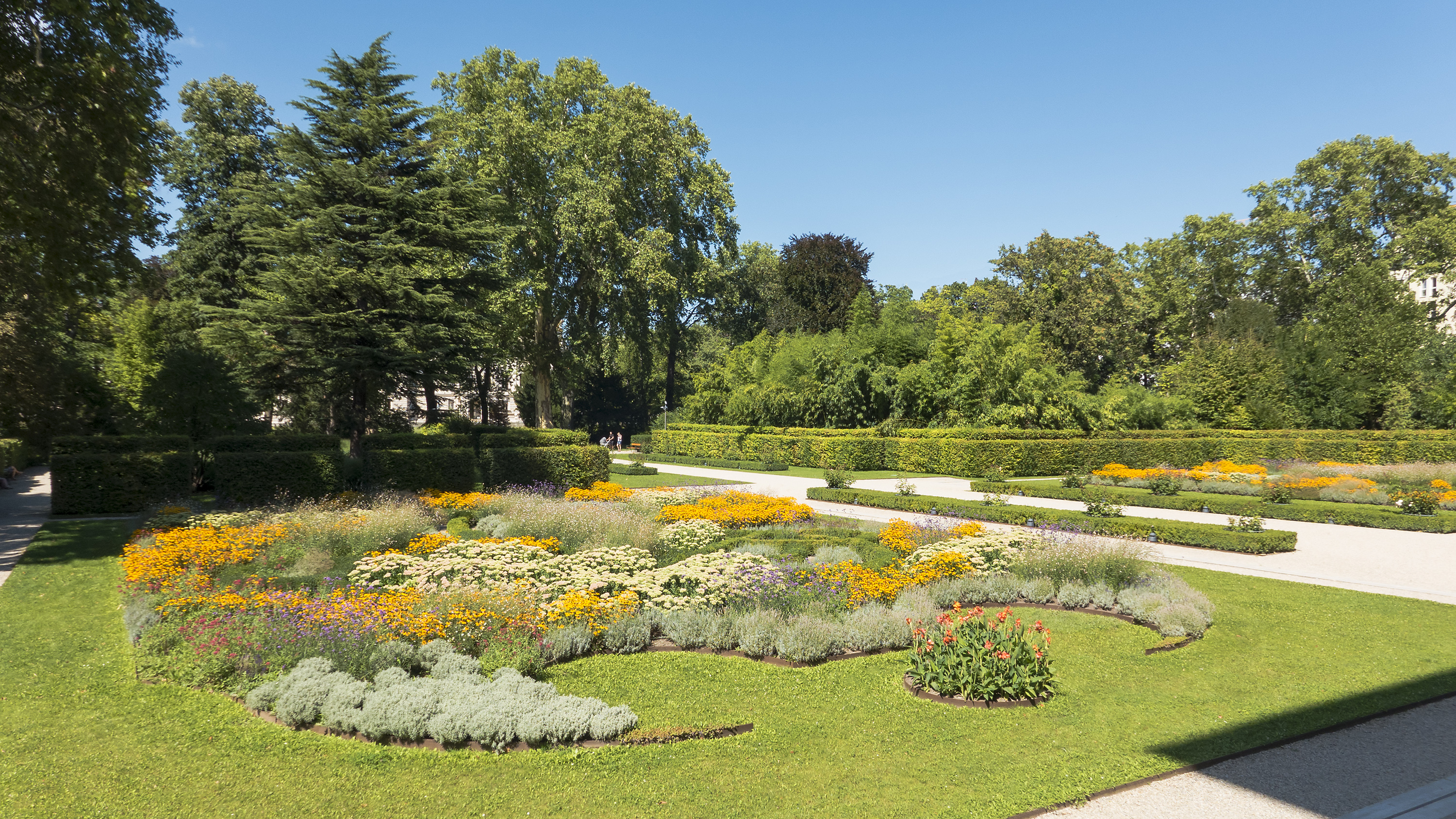
Liechtensteinpark
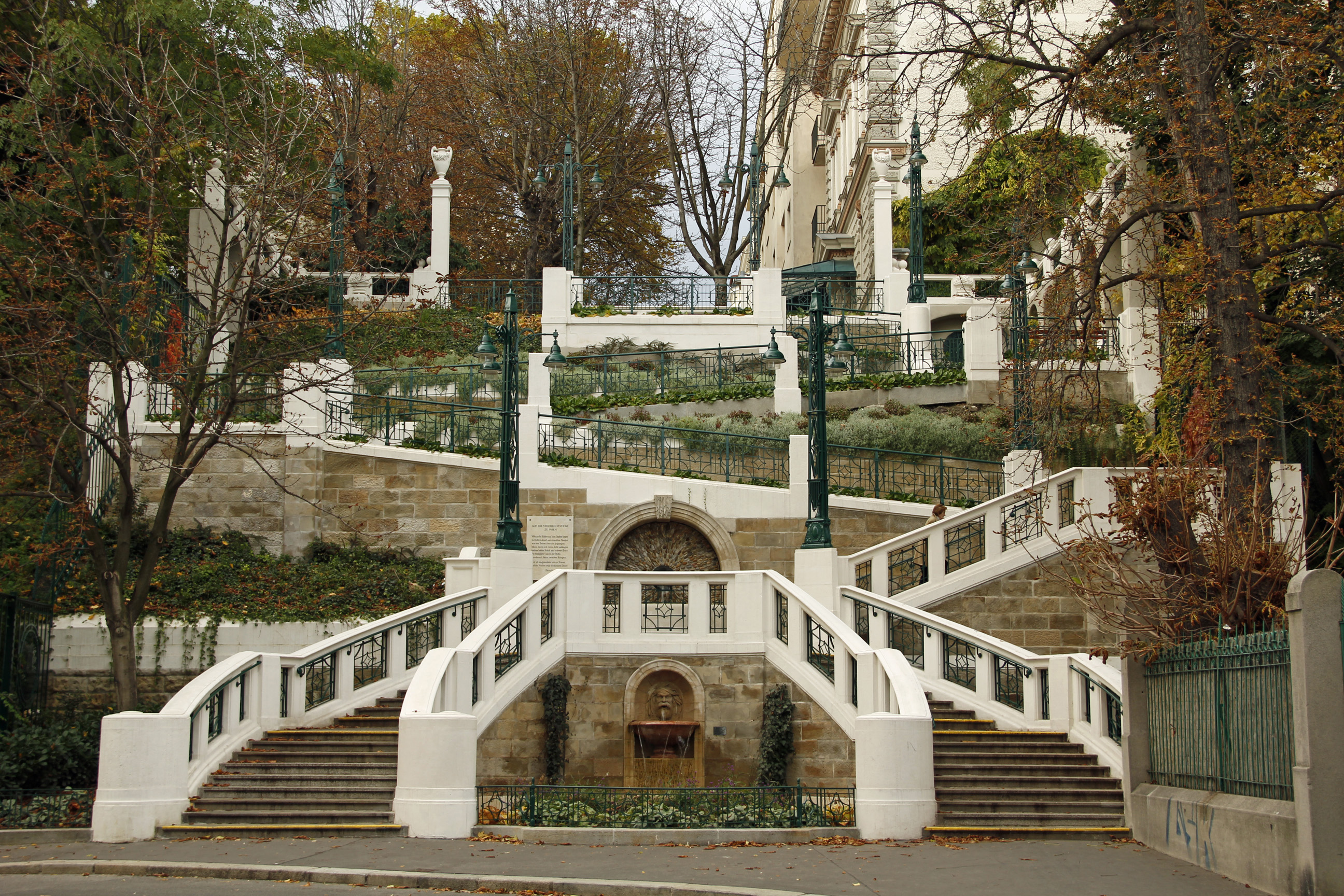
Die Strudlhofstiege
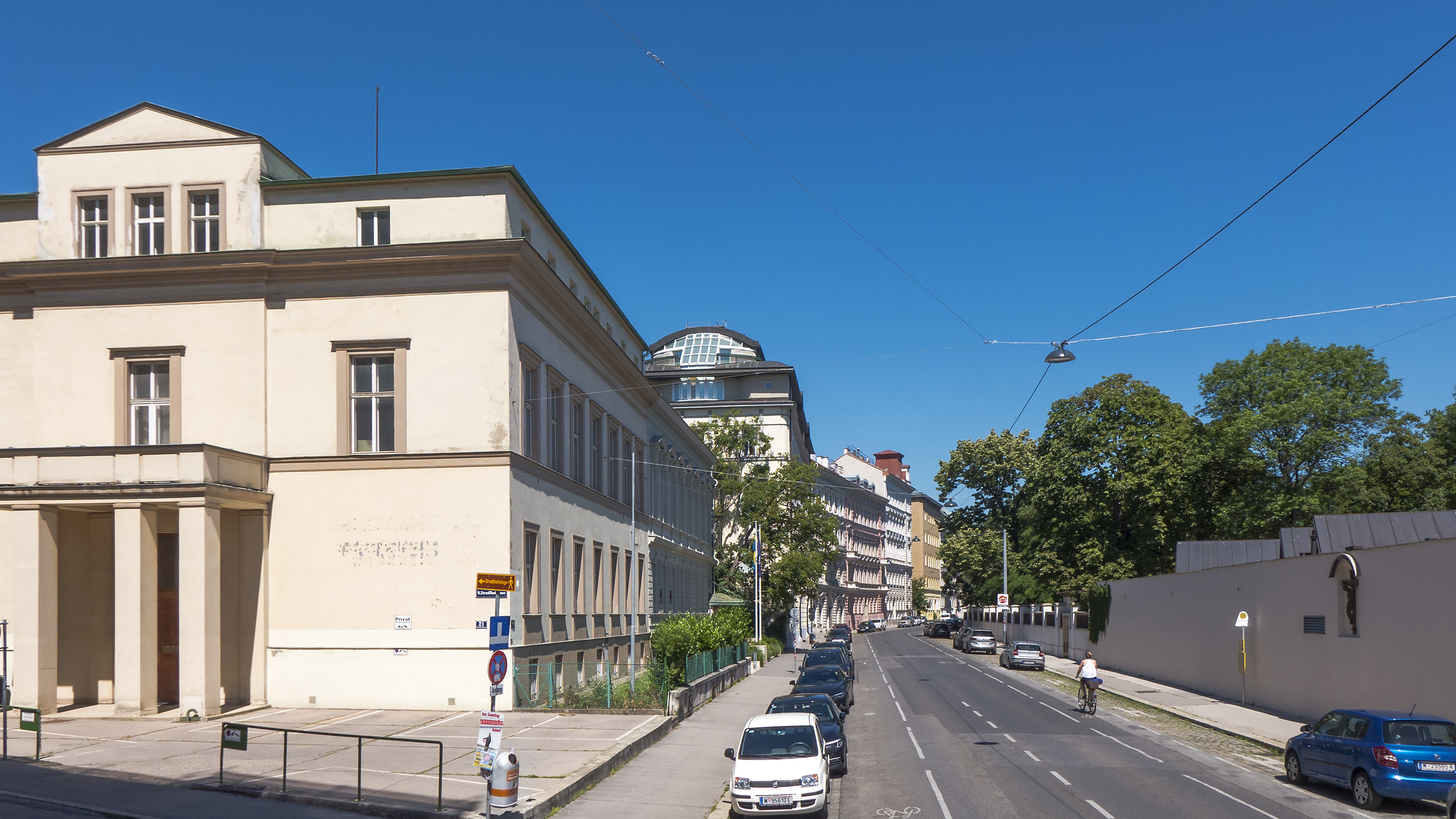
Beim Liechtensteinpark
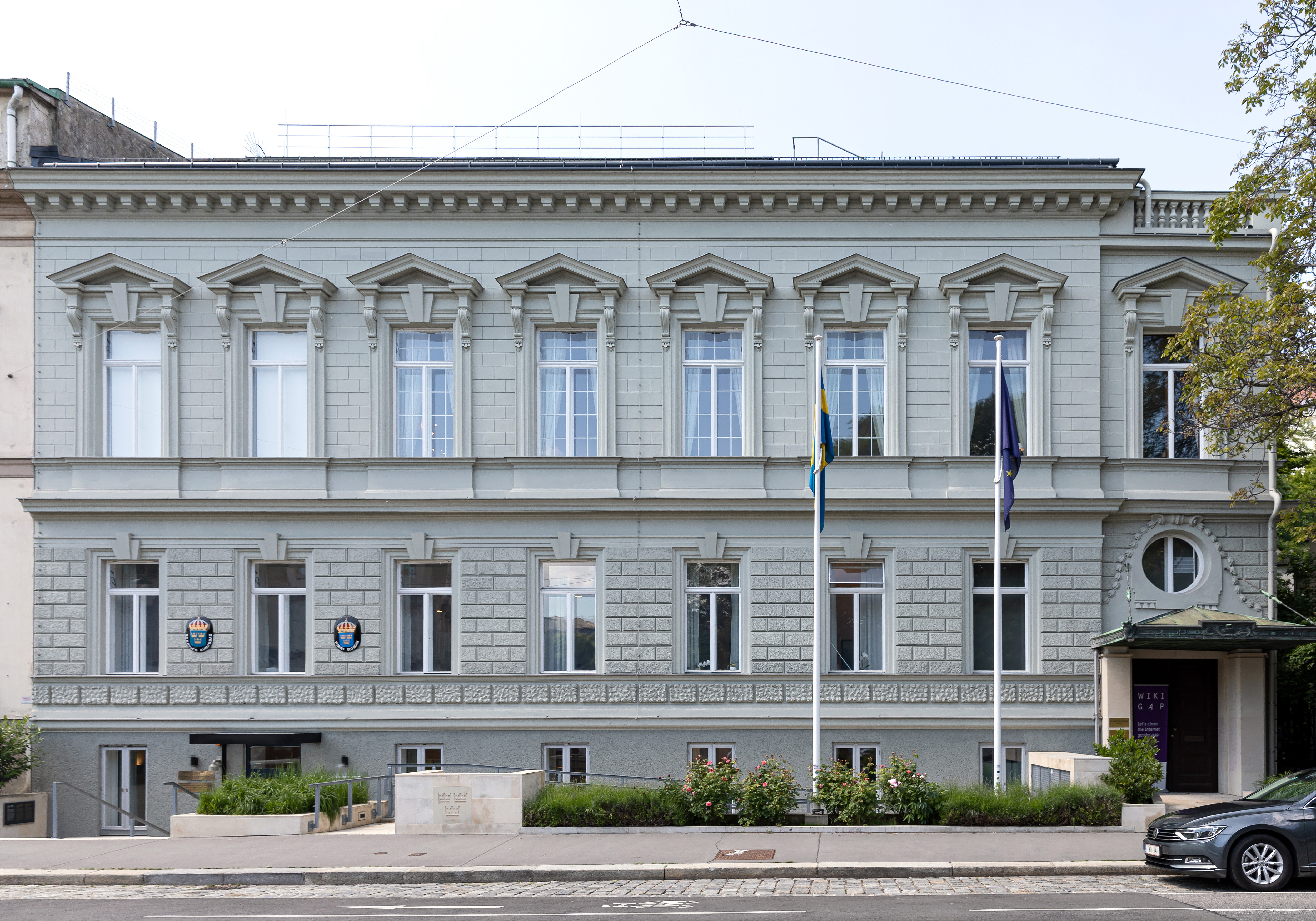
Nr. 51: Palais Szeps
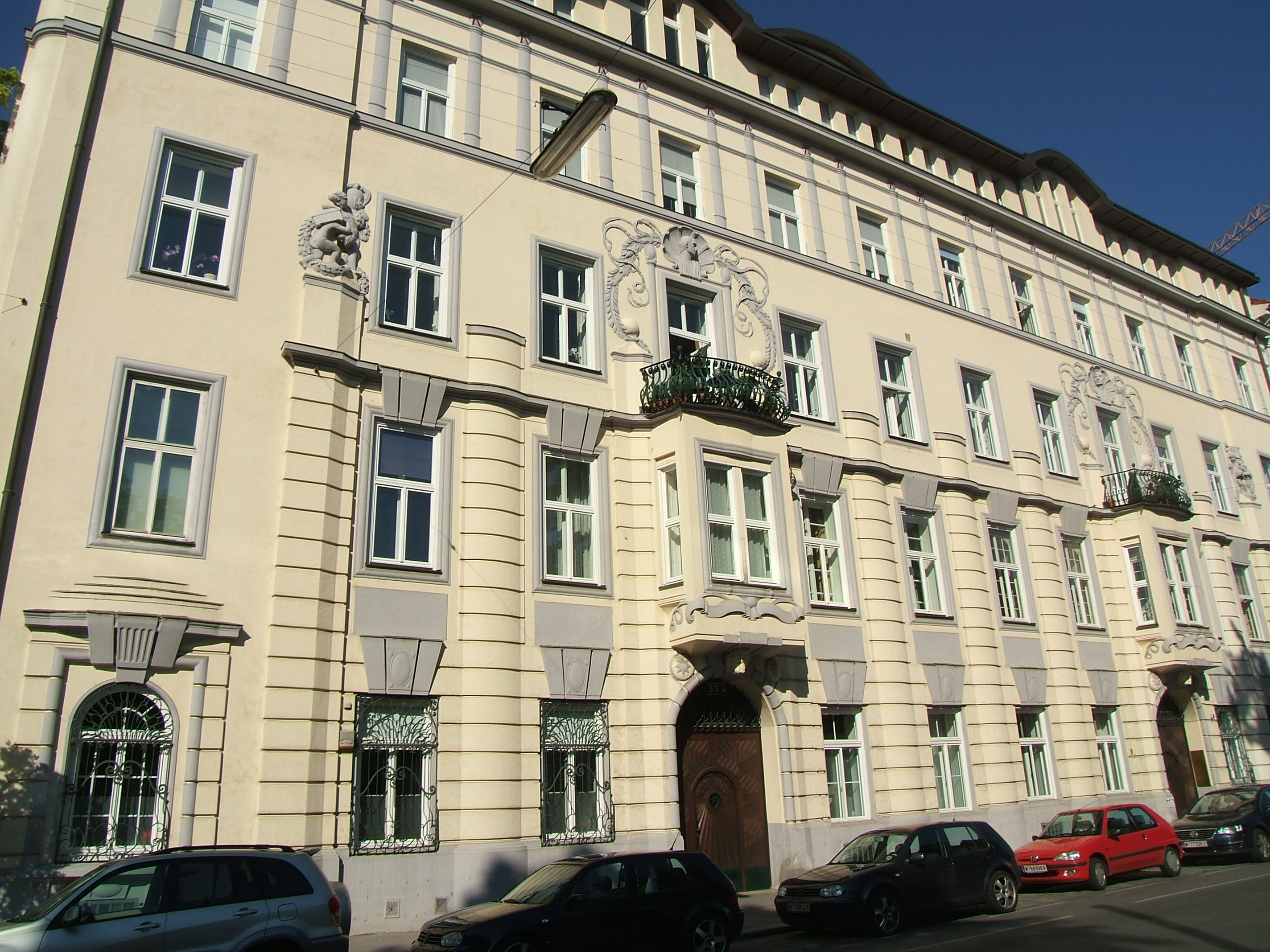
Nr. 53–55: Palais Kranz
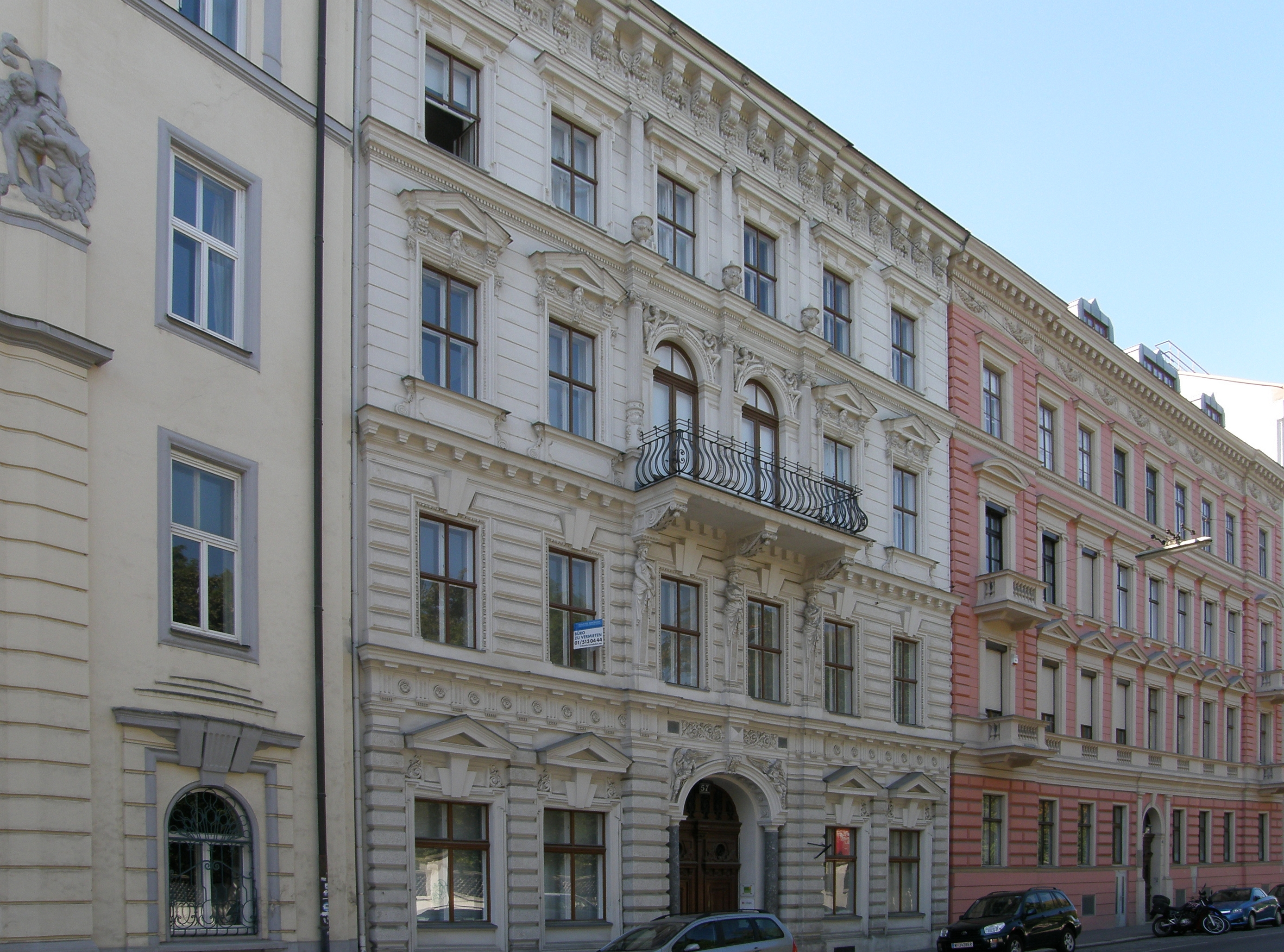
Nr. 57
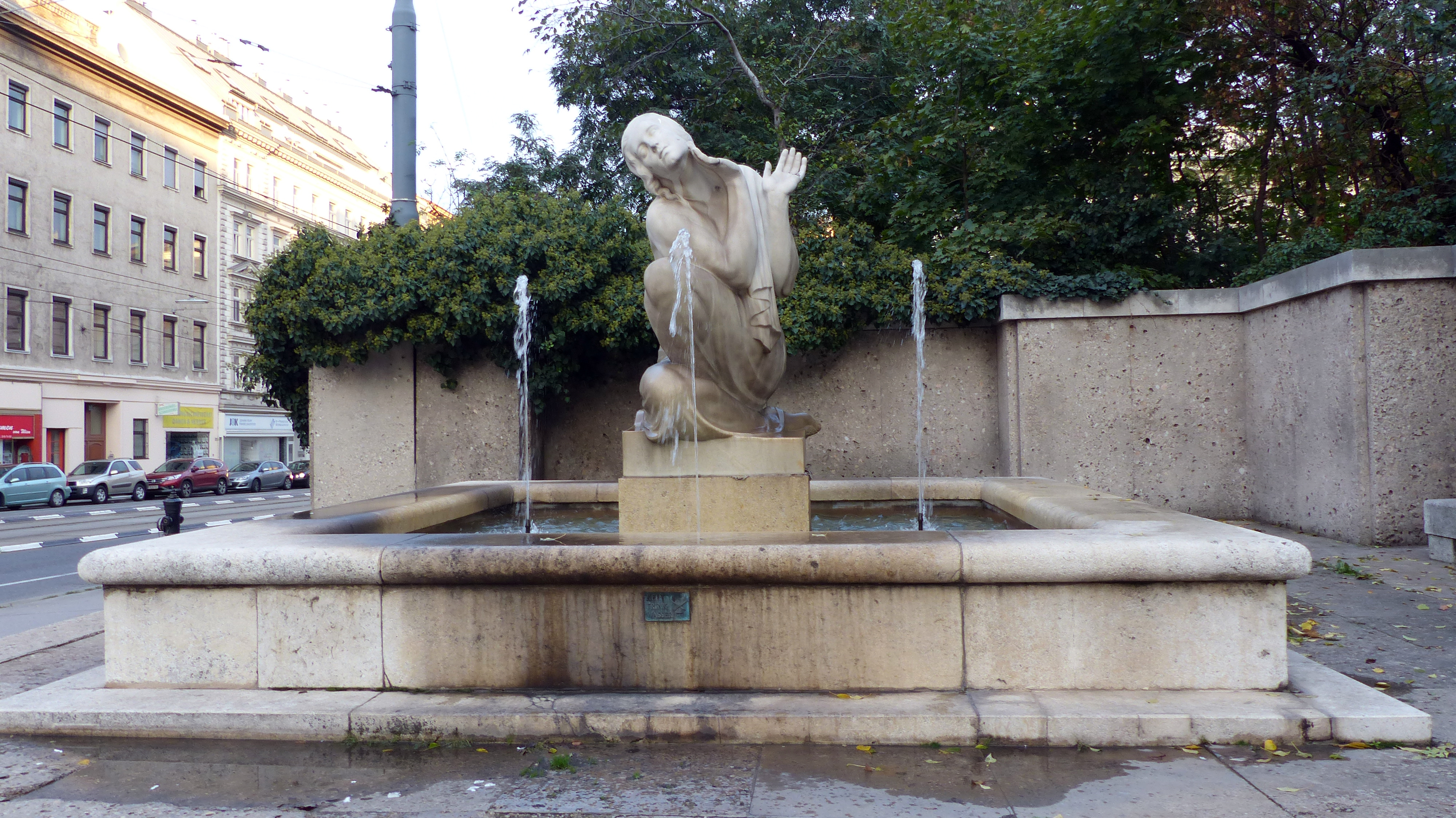
Schubertbrunnen
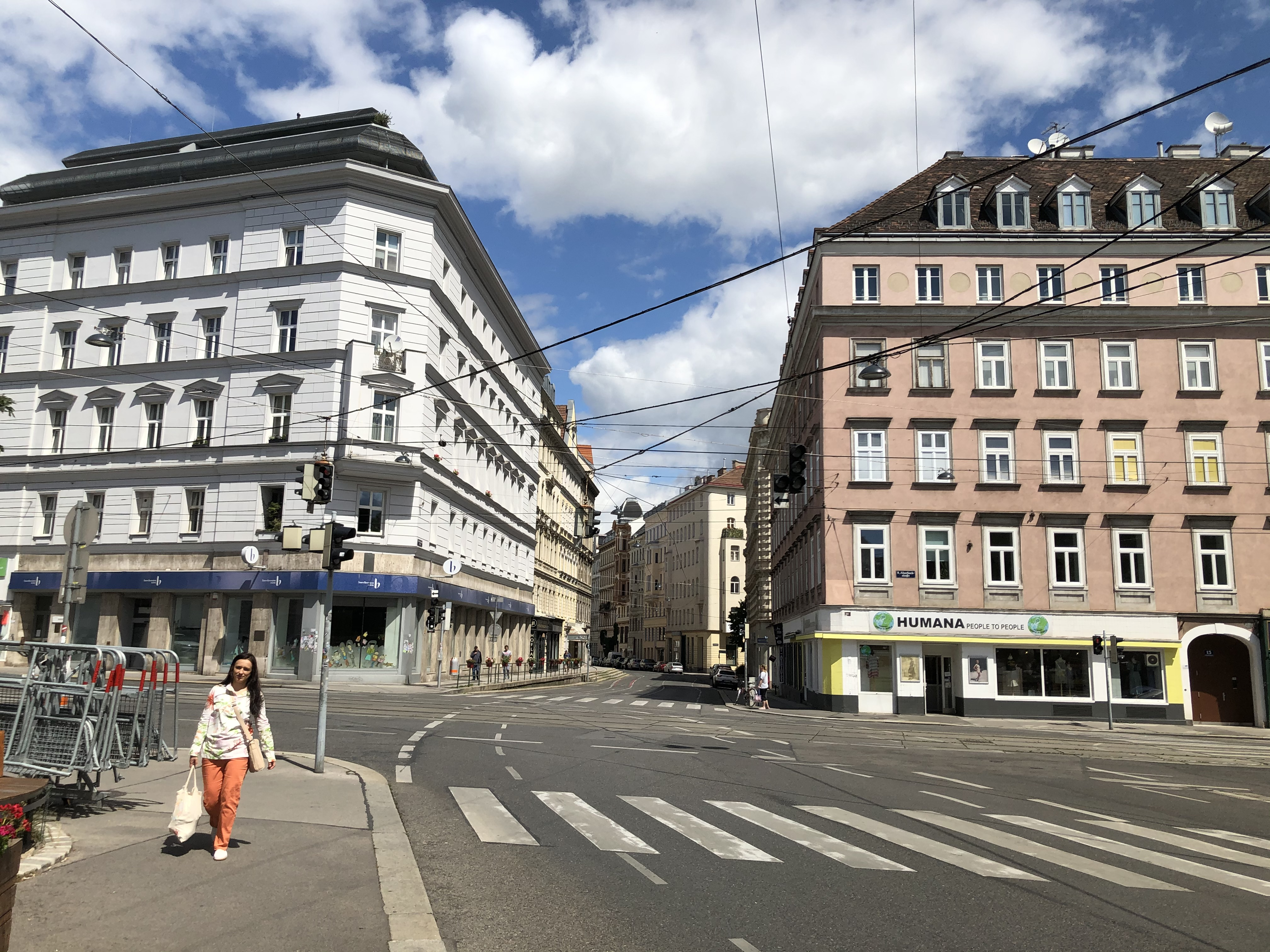
Kreuzung mit der Alserbachstraße
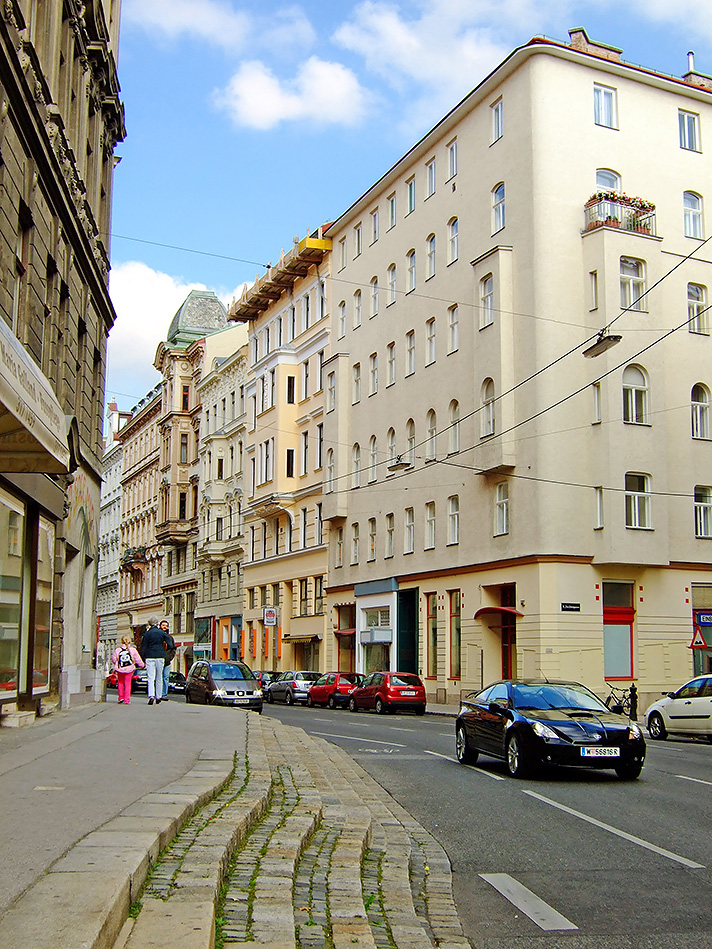
Blick von der Alserbachstraße stadtauswärts
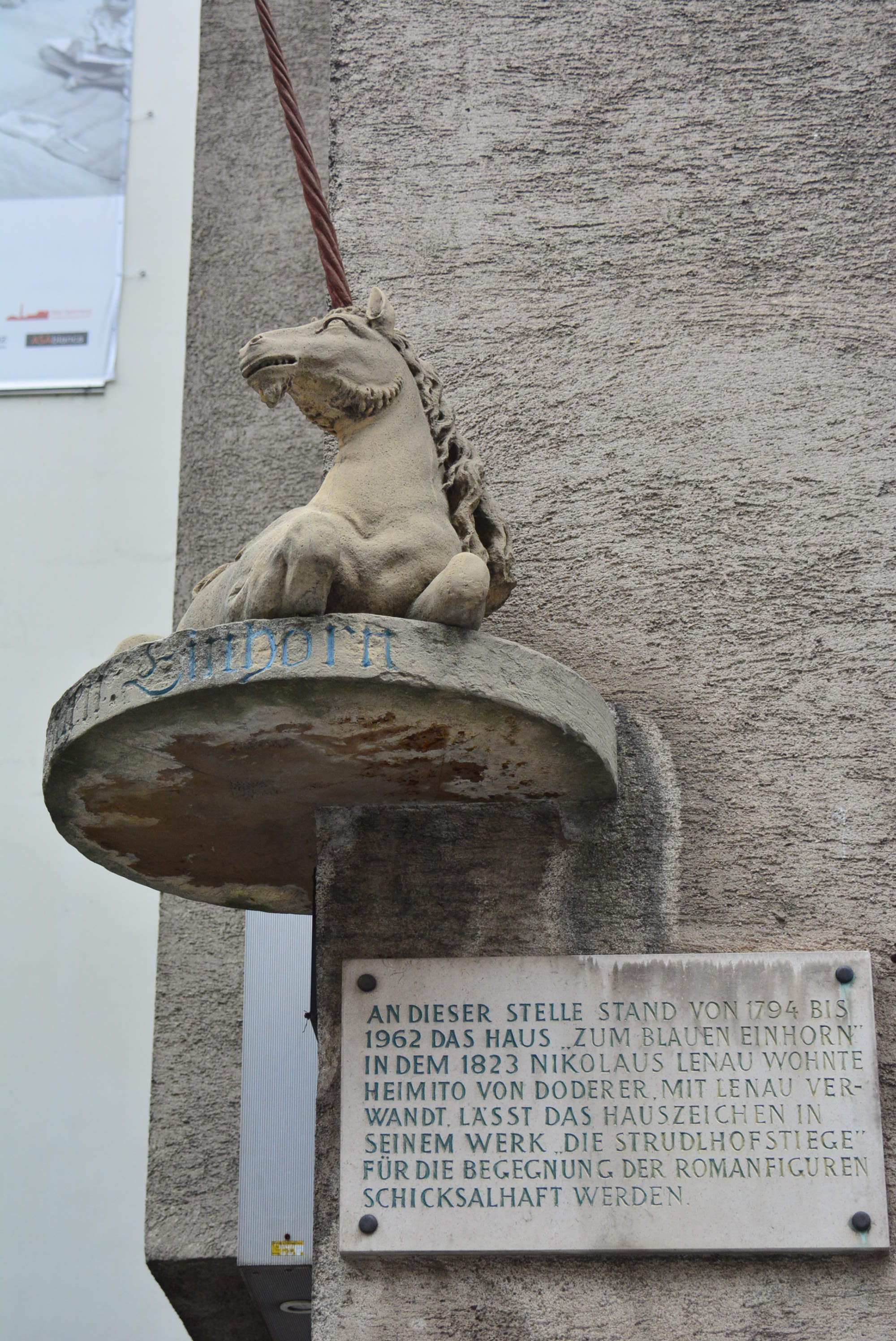
Nr. 74: Erinnerung an das Haus Zum blauen Einhorn
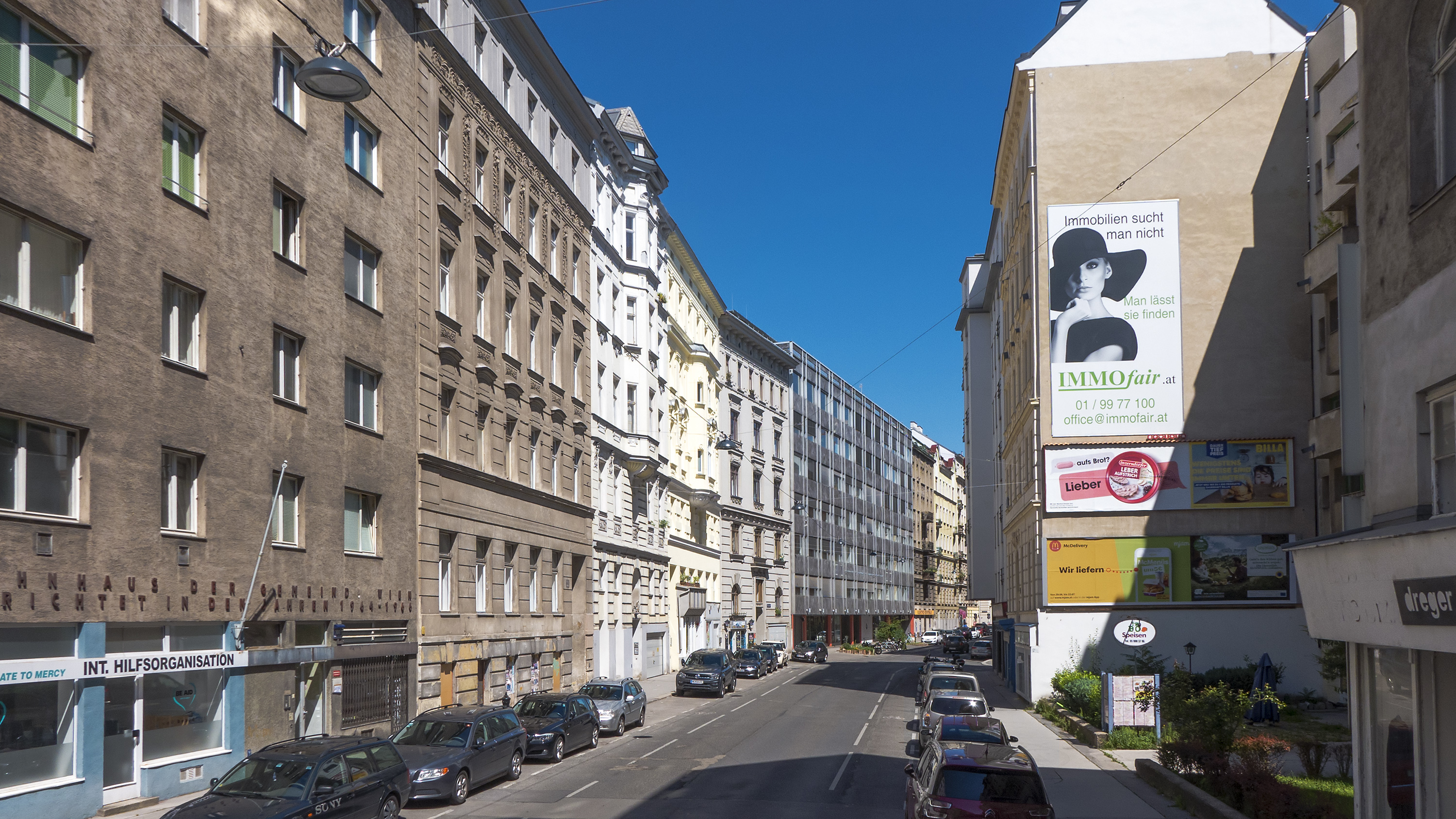
Im Lichtental
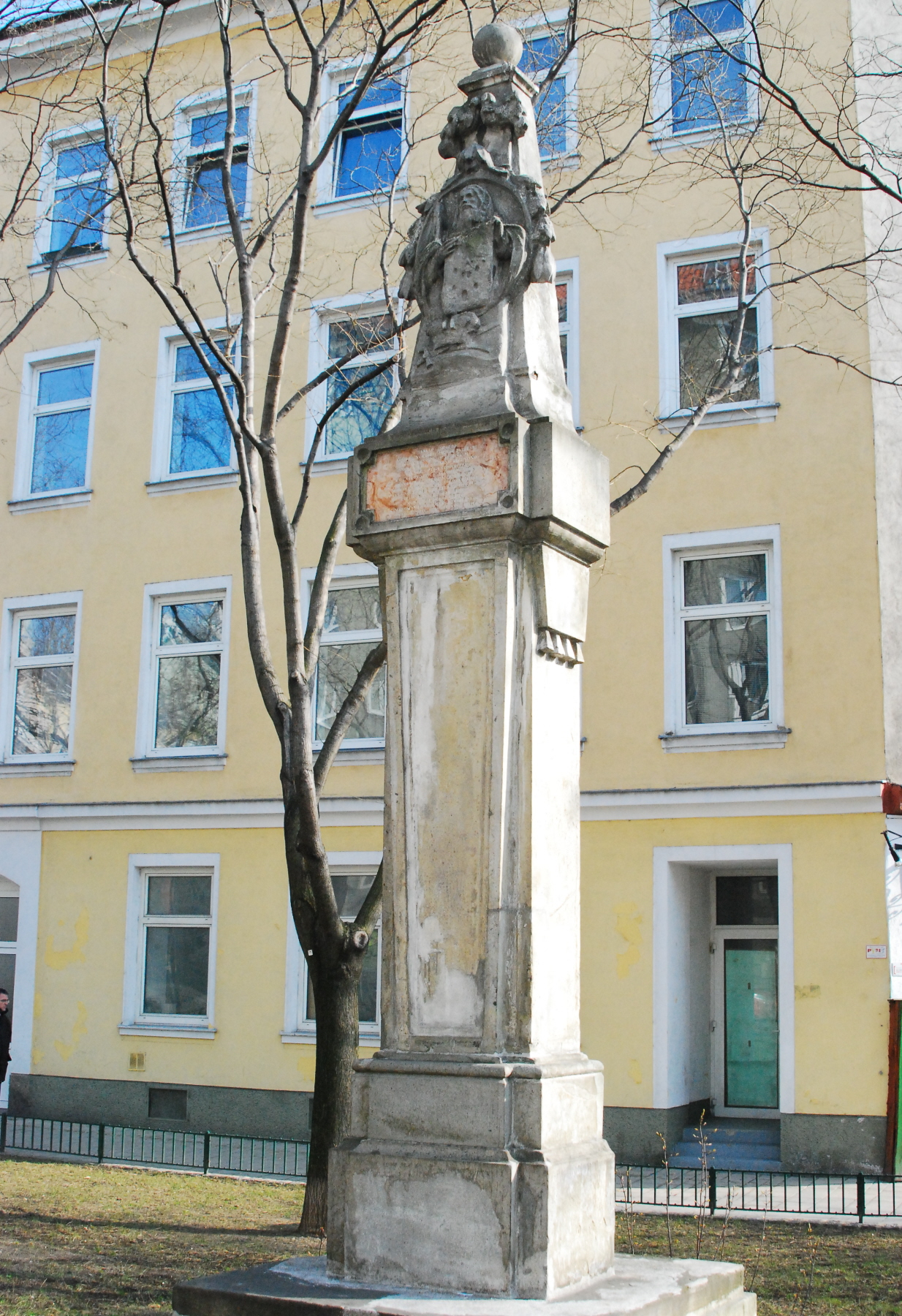
Prälatenkreuz
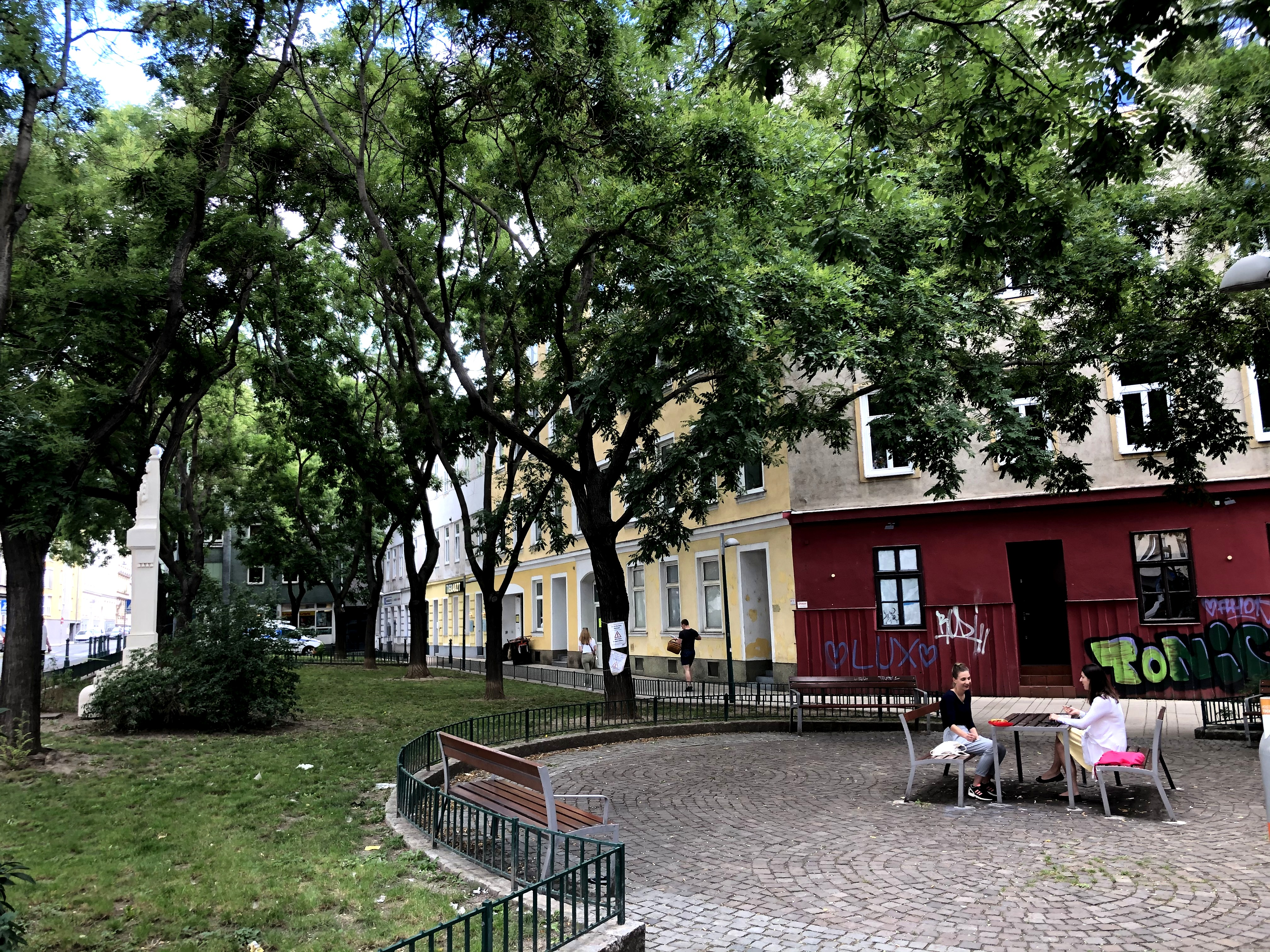
Grünanlage bei Nr. 108 bis 112
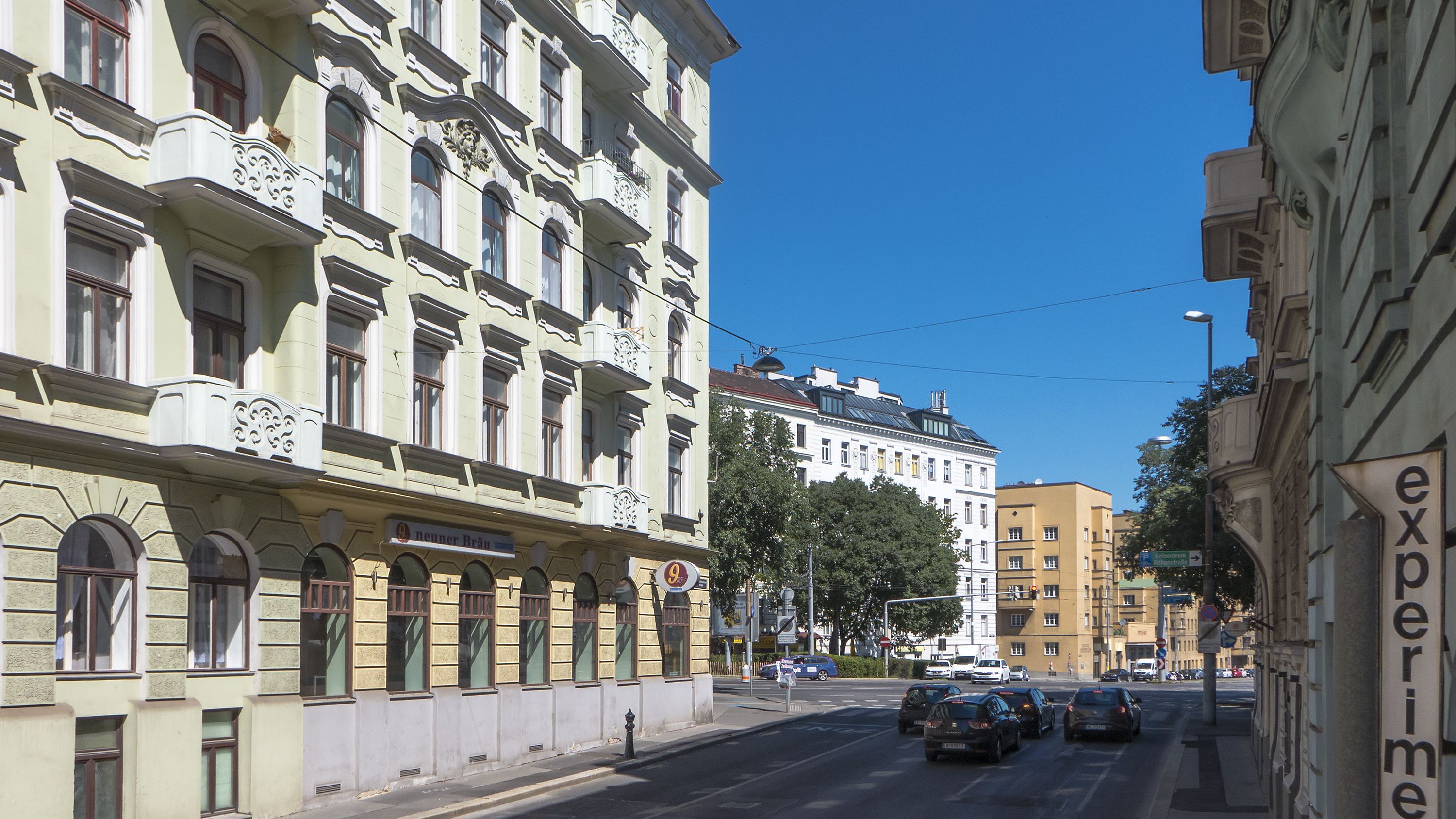
Ende am Liechtenwerder Platz